# Estación Juan Pablo II
Juan Pablo II es una estación de la Línea 2 del Biotrén, en el subramal Concepción-Curanilahue. Se ubica en San Pedro de la Paz, en el eje Pedro Aguirre Cerda, frente al supermercado Versluys y Papeles Bío Bío. Es la estación que se encuentra más cercana a la Laguna Chica de San Pedro. Es la continuadora de la Estación Biobío.
Entre esta estación y la estación Concepción se halla el Puente ferroviario Biobío en Concepción.

## Tiempos de Recorrido
De Estación Juan Pablo II a:
- Estación Intermodal Concepción: 6 Minutos
- Estación Intermodal el Arenal: 33 Minutos (incluyendo combinación L2|L1)
- Estación Intermodal Chiguayante: 18 Minutos (incluyendo combinación L2|L1)
- Estación Terminal Hualqui: 37 Minutos (incluyendo combinación L2|L1)
- Estación Terminal Mercado: 37 Minutos (incluyendo combinación L2|L1)
- Estación Lomas Coloradas: 14 Minutos
- Estación Intermodal Coronel: 36 Minutos